# Tous les chemins mènent à Rome (film, 2015)
Ne doit pas être confondu avec Tous les chemins mènent à Rome (film, 1949).
Pour l’article homonyme, voir Tous les chemins mènent à Rome.
Pour plus de détails, voir Fiche technique et Distribution.
Tous les chemins mènent à Rome (All Roads Lead to Rome) est un film américano-italo- hispano-britannico-suédois réalisé par Ella Lemhagen, sorti en 2015 et diffusé début 2016 sur les chaînes du groupe M6.

## Synopsis
Maggie est professeur d'écriture dans une université de New-York et mère célibataire. Elle emmène sa fille, Summer, en pleine crise d'ado, en Toscane qu'elle fréquentait dans sa jeunesse, afin d'essayer de se rapprocher d'elle. 
À son arrivée, Maggie retrouve Luca, un ancien amour, qui vit avec sa Mère Carmen et qui veut absolument se rendre à Rome. Summer, qui veut à tout prix rejoindre son petit ami à New-York, décide de voler la voiture de Luca pour s'enfuir, emmenant Carmen avec elle. Maggie et Luca se lancent à leur poursuite en direction de Rome.

## Fiche technique
- Titre : Tous les chemins mènent à Rome
- Titre original : All roads lead to Rome
- Réalisation : Ella Lemhagen
- Scénario : Cindy Myers et Josh Appignanesi
- Musique : Alfonso González Aguilar
- Année de production : 2015
- Société de production : Paradox Studios - Elibet movie
- Pays :  Italie,  Espagne,  États-Unis,  Royaume-Uni et  Suède
- Genre : Comédie dramatique et romance
- Durée : 90 minutes
- Dates de sortie : 
  - Émirats arabes unis : 16 décembre 2015 (festival international du film de Dubaï)
  - États-Unis : 5 février 2016

## Distribution

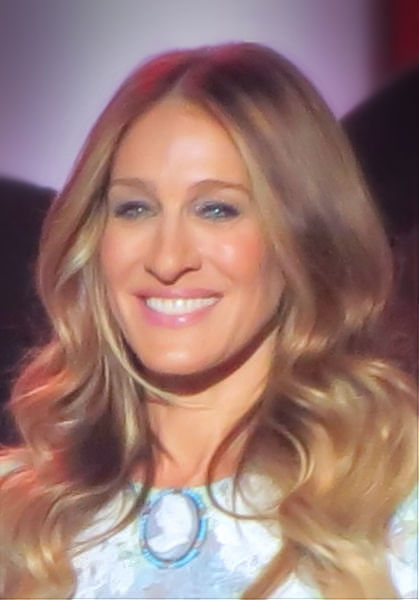
L'actrice principale Sarah Jessica Parker, ici en décembre 2012.

- Sarah Jessica Parker (VF : Martine Irzenski) : Maggie Falk
- Rosie Day (VF : Marie Nonnenmacher) : Summer Falk
- Raoul Bova (VF : Philippe Valmont) : Luca
- Claudia Cardinale (VF : elle-même) : Carmen
- Paz Vega (VF : Sophie Planet) : Giulia Carni
- Nadir Caselli (VF : Pascale Chemin) : Valentina
- Shel Shapiro (VF : Jérôme Keen) : Marcellino
- Marco Bonini (VF : Christophe Seugnet) : Inspecteur Moravia
- Barney Harris (VF : Adrien Solis) : Tyler
- Rocío Muñoz (VF : Sandra Parra) : Ermenegilda - La fille du mini van
- Luis Moteni (VF : Gérard Rouzier) : Prêtre
- Christian Marazziti (VF : Jean-Pierre Leblan) : Réceptionniste
- Gianclaudio Caretta : Orazio
- Bruno Pavoncello : Dépanneur
- Fabrizio Vevola : Garagiste
- Valter D'Errico : Paysan
- Enrico Tubertini : Paysan
- Andrea Napoleoni : Paysan
- Chiara Bassermann : Infirmière
- Alessandra Biondi : Carmen jeune
- Oronzo Salvati : Marcellino jeune